# Chaperia judex
Chaperia judex är en mossdjursart som först beskrevs av James Barrie Kirkpatrick 1888.  Chaperia judex ingår i släktet Chaperia och familjen Chaperiidae. Inga underarter finns listade i Catalogue of Life.